# Frontière entre l'Afrique du Sud et la Namibie
La frontière entre l'Afrique du Sud et la Namibie est une frontière internationale séparant la Namibie de l'Afrique du Sud.

## Description
La frontière débute au nord-est par un tripoint Namibie - Afrique du Sud - Botswana, situé dans la partie ouest du désert du Kalahari (24° 45′ 10″ S, 20° 00′ 00″ E). Celui-ci est situé à l'endroit où le 20e méridien est coupe la rive gauche de la rivière Nossob (en), généralement asséchée, dans le parc transfrontalier de Kgalagadi près du lieu-dit Union's End. Puis suit dans une direction nord-sud le 20e méridien est sur plusieurs centaines de kilomètres jusqu'au cours du fleuve Orange. À partir de là, la frontière qui est délimitée par ce cours d'eau prend une direction générale est-ouest jusqu'à l'embouchure de l'Orange dans l'Océan Atlantique (28° 37′ 53,5″ S, 16° 27′ 13,5″ E).

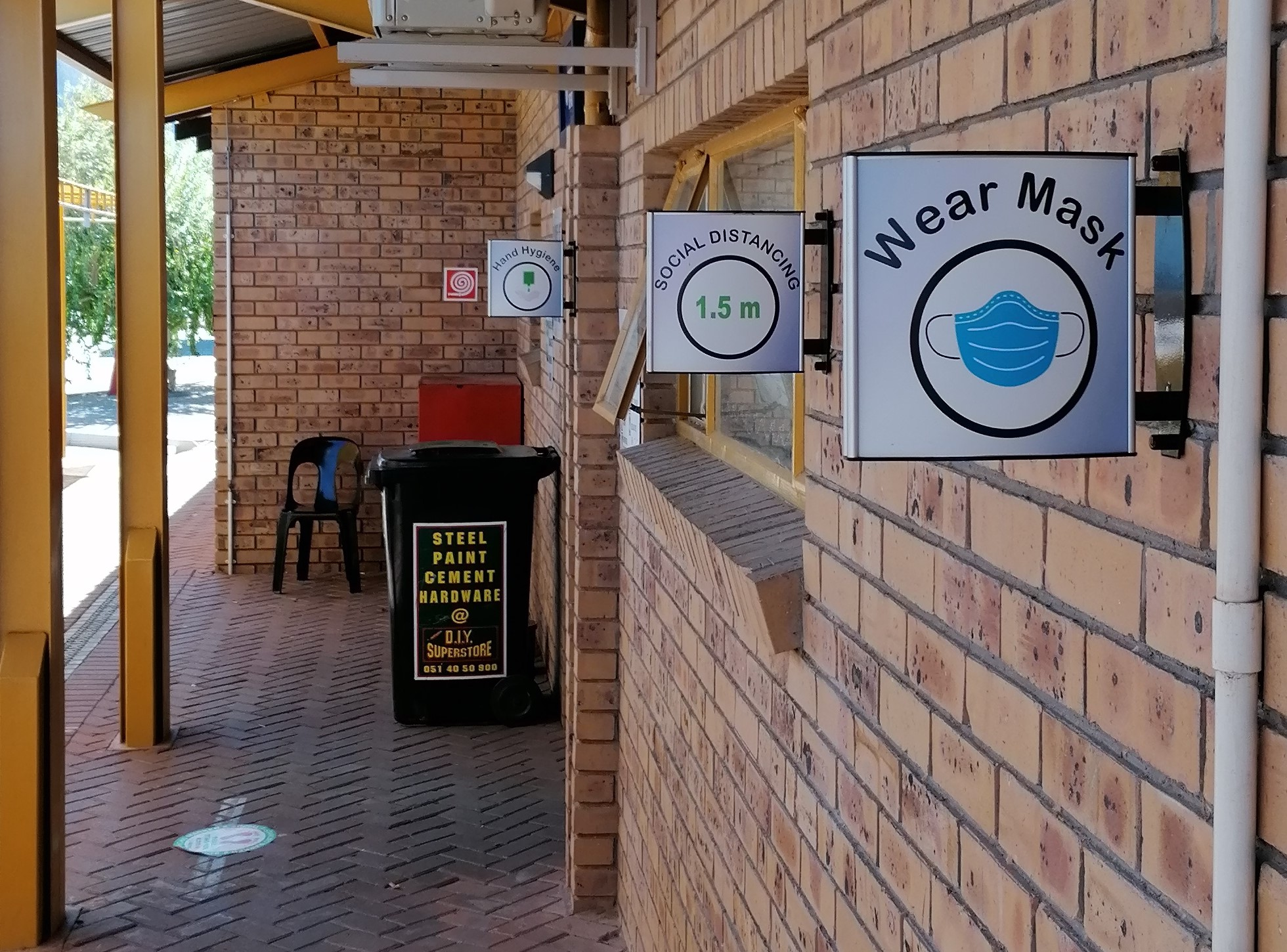
Point de passage à Vioolsdrif pendant la pandémie (avril 2021).

Le nord de la frontière est situé dans le désert du Kalahari, l'autre section de la frontière étant comprise dans le bassin du fleuve Orange au climat semi-désertique.
Il existe six points de passage officiels entre les deux pays, d'ouest en est : Alexander Bay, Vioolsdrif, Onseepkans, Noeniesput, Nakop et Rietfontein

## Histoire

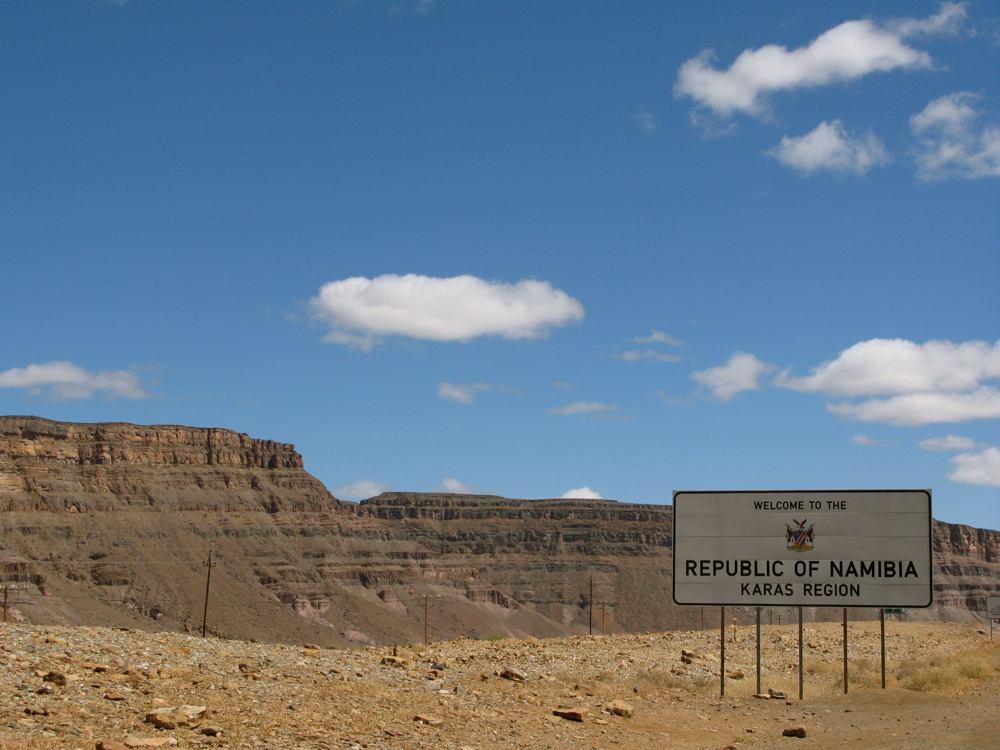
Frontière entre l'Afrique du Sud et la Namibie dans la région de Karas

Le territoire de l'actuelle Namibie demeura longtemps hostile à l'exploration européenne qui ne débuta réellement qu'au XVIIIe siècle. La région ne suscitait aucun intérêt de la part des puissances coloniales britannique, française, portugaise et néerlandaise. Les côtes étaient pratiquement inaccessibles (à l'exception de Walvis Bay) et l'intérieur du pays était aride et désertique.
En 1750, Jacobus Coetse, un chasseur d'éléphants du Cap, est le premier Blanc à traverser le fleuve Orange (également appelé Gariep), frontière naturelle de la Colonie du Cap, ouvrant ainsi la voie aux chasseurs, aux explorateurs et aux missionnaires. À partir des années 1760, des aventuriers et explorateurs comme les frères Van Reenen ou le Français François Le Vaillant franchissent à leur tour le fleuve Orange. 
Les premiers contacts commerciaux ont lieu avec les peuples nomades namas. Le négoce devient assez important pour que Walvis Bay, Angra Pequena et l'île d'Halifax soient revendiqués par le gouverneur de la colonie du Cap au nom de la couronne néerlandaise. En 1793, les Néerlandais prennent possession de Walvis Bay (appelée alors Walvisbaai). Deux ans plus tard, les Britanniques annexent le Cap, prennent possession de Walvis Bay et revendiquent le littoral de l'Afrique du Sud-Ouest (ou Transgariep), nom sous lequel la région commence à être désignée.
À partir des années 1800, les Anglais de la London Mission Society, les missionnaires luthériens, les méthodistes allemands et finnois commencent à explorer le Sud-Ouest Africain. 
Dans leur sillage suivent les clans Oorlams (« Hottentots coloniaux » ou petits Namas) — des métis de namas et d'Afrikaners — qui fuyaient les lois discriminatoires de la colonie du Cap. En 1823, menés par Jager et Jonker Afrikaner, ils s'établissent au nord du fleuve Orange et conquièrent un vaste territoire dans le Namaland et le Damaraland (sud et centre du Sud-Ouest Africain). 
Lors du partage de l'Afrique, le fleuve Orange, qui constituait déjà une frontière de la colonie du Cap avec la république boers de l'État libre d'Orange devint la nouvelle frontière officielle avec la colonie du Sud-Ouest africain établie par les allemands dans la région du Transgariep en 1884. Depuis l'année précédente, un commerçant de Brême nommé Adolf Lüderitz avait négocié avec un chef local l'acquisition de la baie d'Angra Pequena et avait obtenu du Reich allemand un protectorat afin de développer une petite colonie sur ce qui allait devenir la Namibie. 
Lors de la Première Guerre mondiale, les Sud-africains envahirent la colonie allemande et reçurent mandat de la SDN de gérer le territoire en 1920. 
Gérant le Sud-Ouest Africain comme une cinquième province, l'Afrique du Sud tenta sans succès d'en obtenir l'annexion au lendemain de la Seconde Guerre mondiale. 
En 1968, l'ONU lui retirait son mandat et rebaptisait le territoire en Namibie. 
La Namibie n'accéda à l'indépendance en 1990 qu'au bout d'un long processus transitoire débuté lors de la conférence de la Turnhalle. L'enclave de Walvis Bay ne lui fut cependant rendue que le 28 février 1994, après d'âpres négociations.

## Différend frontalier
L'Afrique du Sud affirme, sur la base du traité de 1890, que la frontière longe la rive nord du fleuve Orange. La Namibie affirme quant à elle qu'elle suit le milieu du fleuve. La Constitution de la Namibie revendique explicitement un territoire allant jusqu'au milieu du fleuve, tandis que la loi sud-africaine sur la reconnaissance de l'indépendance de la Namibie nie toute reconnaissance de cette revendication.